# Louis De Geer (1888-1954)
 For alternative betydninger, se Louis De Geer. (Se også artikler, som begynder med Louis De Geer)
Louis Fabian Gerhard De Geer af Finspång (født 1. juli 1888 i Skagershults sogn i Örebro län, død 10. maj 1954), var en svensk forfatter, der skrev børne- og ungdomslitteratur.
Louis De Geer var søn af Fabian De Geer og Agatha Wachtmeister af Johannishus.